# Huta szkła w Nalibokach

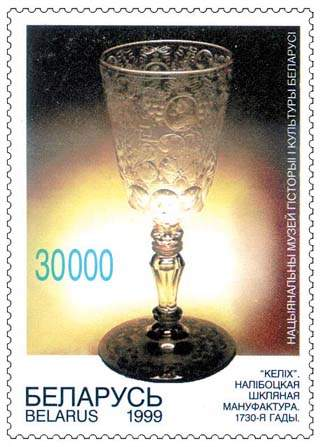
Kielich z huty nalibockiej z lat 30. XVIII w. wyobrażony na białoruskim znaczku pocztowym

Huta szkła w Nalibokach – huta szkła działająca w okresie 1722–1864 w Nalibokach na Białorusi .
Hutę w Nalibokach założyła Anna Katarzyna Radziwiłłowa, sprowadzając specjalistów z Saksonii. Zakład specjalizował się w wytwarzaniu dekoracyjnego szkła kryształowego i stołowego, w tym barwionego i złoconego oraz szlifowanego i grawerowanego. Szczyt rozwoju produkcji huty przypada na I poł. XVIII w. 
Szkłom nalibockim poświęcono monograficzne opracowanie autorstwa A.J. Kasprzak: Szkła z Hut Radziwiłowskich Naliboki (1722–1862), Urzecze (1737–1846) opublikowane przez Wydawnictwo Muzeum Narodowego w Warszawie (1998) . 
Wytwory huty współcześnie są w kolekcjach muzealnych, m.in. warszawskiego Muzeum Narodowego  czy Zamku Królewskiego w Warszawie. 